# 首爾襄陽高速公路
首爾襄陽高速公路（：／ Seoul Yangyang gosokdoro */?），是連接韓國首爾特別市江東區和江原道襄陽郡的一條高速公路，全線在2017年6月30日通車，全長150.2公里。

## 歴史
- 2004年3月22日開工[1]
- 2009年7月15日：江一交流道 - 春川系統交流道 開通
- 2009年7月31日：朝陽交流道 開通
- 2009年10月30日：春川系統交流道 - 東洪川交流道 開通
- 2017年6月30日：東洪川交流道 - 襄陽系統交流道 開通

## 構成

### 車道數
- 江一交流道~渼沙交流道：雙向八車道
- 渼沙交流道~月文3隧道：雙向六車道
- 月文3隧道~襄陽系統交流道：雙向四車道

### 資金來源
- 民資區間（春川高速道路株式会社）：江一交流道~春川系統交流道，62.21公里
- 國庫區間：春川系統交流道~襄陽系統交流道，88.8公里

### 速限
- 江一交流道~ 德沼三牌交流道: 最高80公里/小時，最低50公里/小時
- 德沼三牌交流道~ 襄陽系統交流道: 最高100公里/小時，最低50公里/小時

### 隧道
| 隧道名       | 所在地                     | 長度       | 完成年份 | 備註         |
| ------------ | -------------------------- | ---------- | -------- | ------------ |
| 月文1隧道    | 京畿道南楊州市瓦阜邑月文里 | 1,229m     | 2009年   | 往襄陽方向   |
| 月文1隧道    | 京畿道南楊州市瓦阜邑月文里 | 1,224m     | 2009年   | 往首爾方向   |
| 月文2隧道    | 京畿道南楊州市瓦阜邑月文里 | 84m        | 2009年   | 往襄陽方向   |
| 月文3隧道    | 京畿道南楊州市瓦阜邑月文里 | 988m       | 2009年   | 往襄陽方向   |
| 月文3隧道    | 京畿道南楊州市瓦阜邑月文里 | 964m       | 2009年   | 往首爾方向   |
| 琴南隧道     | 京畿道南楊州市和道邑琴南里 | 680m       | 2009年   |              |
| 西宗隧道     | 京畿道楊平郡西宗面水入里   | 639m       | 2009年   | 往襄陽方向   |
| 西宗隧道     | 京畿道楊平郡西宗面水入里   | 594m       | 2009年   | 往首爾方向   |
| 梨仟隧道     | 京畿道加平郡雪岳面梨仟里   | 273m       | 2009年   | 往襄陽方向   |
| 梨仟隧道     | 京畿道加平郡雪岳面梨仟里   | 318m       | 2009年   | 往首爾方向   |
| 天安隧道     | 京畿道加平郡雪岳面天安里   | 1,270m     | 2009年   | 往襄陽方向   |
| 天安隧道     | 京畿道加平郡雪岳面天安里   | 1,240m     | 2009年   | 往首爾方向   |
| 嚴沼隧道     | 京畿道加平郡雪岳面嚴沼里   | 380m       | 2009年   | 往襄陽方向   |
| 嚴沼隧道     | 京畿道加平郡雪岳面嚴沼里   | 436m       | 2009年   | 往首爾方向   |
| 倉宜隧道     | 京畿道加平郡雪岳面倉宜里   | 1,348m     | 2009年   |              |
| 松山隧道     | 京畿道加平郡雪岳面松山里   | 1,154m     | 2009年   | 往襄陽方向   |
| 松山隧道     | 京畿道加平郡雪岳面松山里   | 1,136m     | 2009年   | 往首爾方向   |
| 渼沙隧道     | 京畿道加平郡雪岳面渼沙里   | 2,193m     | 2009年   | 往襄陽方向   |
| 渼沙隧道     | 京畿道加平郡雪岳面渼沙里   | 2,205m     | 2009年   | 往首爾方向   |
| 馬谷隧道     | 江原道洪川郡西面馬谷里     | 919m       | 2009年   | 往襄陽方向   |
| 馬谷隧道     | 江原道洪川郡西面馬谷里     | 958m       | 2009年   | 往首爾方向   |
| 缽山1隧道    | 江原道春川市南面缽山里     | 633m       | 2009年   | 往襄陽方向   |
| 缽山1隧道    | 江原道春川市南面缽山里     | 599m       | 2009年   | 往首爾方向   |
| 缽山2隧道    | 江原道春川市南面缽山里     | 480m       | 2009年   | 往襄陽方向   |
| 缽山2隧道    | 江原道春川市南面缽山里     | 508m       | 2009年   | 往首爾方向   |
| 缽山3隧道    | 江原道春川市南面缽山里     | 254m       | 2009年   | 往襄陽方向   |
| 缽山3隧道    | 江原道春川市南面缽山里     | 251m       | 2009年   | 往首爾方向   |
| 缽山4隧道    | 江原道春川市南面缽山里     | 433m       | 2009年   | 往襄陽方向   |
| 缽山4隧道    | 江原道春川市南面缽山里     | 387m       | 2009年   | 往首爾方向   |
| 秋谷隧道     | 江原道春川市南面秋谷里     | 433m       | 2009年   | 往襄陽方向   |
| 秋谷隧道     | 江原道春川市南面秋谷里     | 412m       | 2009年   | 往首爾方向   |
| 杏村隧道     | 江原道春川市南山面杏村里   | 463m       | 2009年   | 往襄陽方向   |
| 杏村隧道     | 江原道春川市南山面杏村里   | 459m       | 2009年   | 往首爾方向   |
| 光坂隧道     | 江原道春川市南山面光坂里   | 358m       | 2009年   | 往襄陽方向   |
| 光坂隧道     | 江原道春川市南山面光坂里   | 278m       | 2009年   | 往首爾方向   |
| 君子1隧道    | 江原道春川市東山面君子里   | 474m       | 2009年   | 往襄陽方向   |
| 君子1隧道    | 江原道春川市東山面君子里   | 511m       | 2009年   | 往首爾方向   |
| 君子2隧道    | 江原道春川市東山面君子里   | 885m       | 2009年   | 往襄陽方向   |
| 君子2隧道    | 江原道春川市東山面君子里   | 915m       | 2009年   | 往首爾方向   |
| 東山1隧道    | 江原道春川市東山面朝陽里   | 683m       | 2009年   | 往襄陽方向   |
| 東山1隧道    | 江原道春川市東山面朝陽里   | 708m       | 2009年   | 往首爾方向   |
| 東山2隧道    | 江原道春川市東山面朝陽里   | 1,133m     | 2009年   | 往襄陽方向   |
| 東山2隧道    | 江原道春川市東山面朝陽里   | 1,236m     | 2009年   | 往首爾方向   |
| 北方1隧道    | 江原道春川市東山面鳳鳴里   | 2,298m     | 2009年   | 往襄陽方向   |
| 北方1隧道    | 江原道春川市東山面鳳鳴里   | 2,285m     | 2009年   | 往首爾方向   |
| 北方2隧道    | 江原道洪川郡北方面城洞里   | 326m       | 2009年   | 往襄陽方向   |
| 北方2隧道    | 江原道洪川郡北方面城洞里   | 330m       | 2009年   | 往首爾方向   |
| 北方3隧道    | 江原道洪川郡北方面城洞里   | 1,518m     | 2009年   | 往襄陽方向   |
| 北方3隧道    | 江原道洪川郡北方面城洞里   | 1,515m     | 2009年   | 往首爾方向   |
| 化村1隧道    | 江原道洪川郡化村面松亭里   | 721m       | 2009年   | 往襄陽方向   |
| 化村1隧道    | 江原道洪川郡化村面松亭里   | 691m       | 2009年   | 往首爾方向   |
| 化村2隧道    | 江原道洪川郡化村面松亭里   | 378m       | 2009年   | 往襄陽方向   |
| 化村2隧道    | 江原道洪川郡化村面松亭里   | 359m       | 2009年   | 往首爾方向   |
| 化村3隧道    | 江原道洪川郡化村面外三浦里 |            | 2017年   | 往襄陽方向   |
| 化村3隧道    | 江原道洪川郡化村面外三浦里 | 往首爾方向 | 2017年   |              |
| 化村4隧道    | 江原道洪川郡化村面君業里   |            | 2017年   |              |
| 化村5隧道    | 江原道洪川郡化村面君業里   |            | 2017年   |              |
| 化村6隧道    | 江原道洪川郡化村面君業里   |            | 2017年   | 往襄陽方向   |
| 化村6隧道    | 江原道洪川郡化村面君業里   | 往首爾方向 | 2017年   |              |
| 化村7隧道    | 江原道洪川郡化村面長坪里   |            | 2017年   |              |
| 化村8隧道    | 江原道洪川郡化村面長坪里   | 979 m      | 2017年   | 往襄陽方向   |
| 化村8隧道    | 江原道洪川郡化村面長坪里   | 963 m      | 2017年   | 往首爾方向   |
| 化村9隧道    | 江原道洪川郡化村面長坪里   | 3,705 m    | 2017年   | 往襄陽方向   |
| 化村9隧道    | 江原道洪川郡化村面長坪里   | 3,690 m    | 2017年   | 往首爾方向   |
| 內村1隧道    | 江原道洪川郡乃村面瓦野里   |            | 2017年   |              |
| 內村2隧道    | 江原道洪川郡乃村面瓦野里   |            | 2017年   |              |
| 內村3隧道    | 江原道洪川郡乃村面物傑里   |            | 2017年   | 往襄陽方向   |
| 內村3隧道    | 江原道洪川郡乃村面物傑里   | 往首爾方向 | 2017年   |              |
| 內村4隧道    | 江原道洪川郡乃村面物傑里   |            | 2017年   | 往襄陽方向   |
| 內村4隧道    | 江原道洪川郡乃村面物傑里   | 往首爾方向 | 2017年   |              |
| 內村5隧道    | 江原道洪川郡乃村面物傑里   |            | 2017年   | 往襄陽方向   |
| 內村5隧道    | 江原道洪川郡乃村面物傑里   | 往首爾方向 | 2017年   |              |
| 瑞石隧道     | 江原道洪川郡瑞石面水下里   | 3,061 m    | 2017年   | 往襄陽方向   |
| 瑞石隧道     | 江原道洪川郡瑞石面水下里   | 2,997 m    | 2017年   | 往首爾方向   |
| 行峙嶺隧道   | 江原道麟蹄郡上南面上南里   | 1,422 m    | 2017年   | 往襄陽方向   |
| 行峙嶺隧道   | 江原道麟蹄郡上南面上南里   | 1,397 m    | 2017年   | 往首爾方向   |
| 上南1隧道    | 江原道麟蹄郡上南面上南里   |            | 2017年   |              |
| 上南2隧道    | 江原道麟蹄郡上南面上南里   |            | 2017年   |              |
| 上南3隧道    | 江原道麟蹄郡上南面上南里   | 1,713 m    | 2017年   | 往襄陽方向   |
| 上南3隧道    | 江原道麟蹄郡上南面上南里   | 1,695 m    | 2017年   | 往首爾方向   |
| 上南4隧道    | 江原道麟蹄郡上南面上南里   | 1,434 m    | 2017年   | 往襄陽方向   |
| 上南4隧道    | 江原道麟蹄郡上南面上南里   | 1,427 m    | 2017年   | 往首爾方向   |
| 上南5隧道    | 江原道麟蹄郡上南面上南里   | 1,773 m    | 2017年   | 往襄陽方向   |
| 上南5隧道    | 江原道麟蹄郡上南面上南里   | 1,825 m    | 2017年   | 往首爾方向   |
| 上南6隧道    | 江原道麟蹄郡上南面下南里   | 1,813 m    | 2017年   | 往襄陽方向   |
| 上南6隧道    | 江原道麟蹄郡上南面下南里   | 1,821 m    | 2017年   | 往首爾方向   |
| 上南7隧道    | 江原道麟蹄郡上南面下南里   |            | 2017年   |              |
| 麒麟1隧道    | 江原道麟蹄郡麒麟面縣里     |            | 2017年   | 往襄陽方向   |
| 麒麟1隧道    | 江原道麟蹄郡麒麟面縣里     | 往首爾方向 | 2017年   |              |
| 麒麟2隧道    | 江原道麟蹄郡麒麟面縣里     |            | 2017年   | 往襄陽方向   |
| 麒麟2隧道    | 江原道麟蹄郡麒麟面縣里     | 往首爾方向 | 2017年   |              |
| 麒麟3隧道    | 江原道麟蹄郡麒麟面縣里     |            | 2017年   | 往襄陽方向   |
| 麒麟3隧道    | 江原道麟蹄郡麒麟面縣里     | 往首爾方向 | 2017年   |              |
| 麒麟4隧道    | 江原道麟蹄郡麒麟面縣里     | 740 m      | 2017年   | 往襄陽方向   |
| 麒麟4隧道    | 江原道麟蹄郡麒麟面縣里     | 740 m      | 2017年   | 往首爾方向   |
| 麒麟5隧道    | 江原道麟蹄郡麒麟面芳洞里   | 1,150 m    | 2017年   | 往襄陽方向   |
| 麒麟5隧道    | 江原道麟蹄郡麒麟面芳洞里   | 1,148 m    | 2017年   | 往首爾方向   |
| 麒麟6隧道    | 江原道麟蹄郡麒麟面芳洞里   | 2,665 m    | 2017年   | 往襄陽方向   |
| 麒麟6隧道    | 江原道麟蹄郡麒麟面芳洞里   | 2,666 m    | 2017年   | 往首爾方向   |
| 麟蹄襄陽隧道 | 江原道麟蹄郡麒麟面鎮東里   | 10,965m    | 2017年   | 韓國最長隧道 |
| 西面1隧道    | 江原道襄陽郡西面西林里     |            | 2017年   | 往首爾方向   |
| 西面2隧道    | 江原道襄陽郡西面西林里     |            | 2017年   | 往襄陽方向   |
| 西面2隧道    | 江原道襄陽郡西面西林里     | 往首爾方向 | 2017年   |              |
| 西面3隧道    | 江原道襄陽郡西面西林里     | 200 m      | 2017年   | 往襄陽方向   |
| 西面3隧道    | 江原道襄陽郡西面西林里     | 200 m      | 2017年   | 往首爾方向   |
| 西面4隧道    | 江原道襄陽郡西面西林里     |            | 2017年   | 往襄陽方向   |
| 西面4隧道    | 江原道襄陽郡西面西林里     | 往首爾方向 | 2017年   |              |
| 西面5隧道    | 江原道襄陽郡西面西林里     | 1,311 m    | 2017年   | 往襄陽方向   |
| 西面5隧道    | 江原道襄陽郡西面西林里     | 1,311 m    | 2017年   | 往首爾方向   |
| 西面6隧道    | 江原道襄陽郡西面水里       | 2,968 m    | 2017年   | 往襄陽方向   |
| 西面6隧道    | 江原道襄陽郡西面水里       | 2,917 m    | 2017年   | 往首爾方向   |
| 西面7隧道    | 江原道襄陽郡西面水里       | 743 m      | 2017年   | 往襄陽方向   |
| 西面7隧道    | 江原道襄陽郡西面水里       | 748 m      | 2017年   | 往首爾方向   |